# Pecora del Camerun
La pecora del Camerun, anche conosciuta come nana del Camerun o Camerun è una razza camerunese di pecore domestiche. Appartiene al gruppo di razza nane dell'Africa occidentale. Diversi esemplari sono stati esportati in Europa.

## Caratteristiche

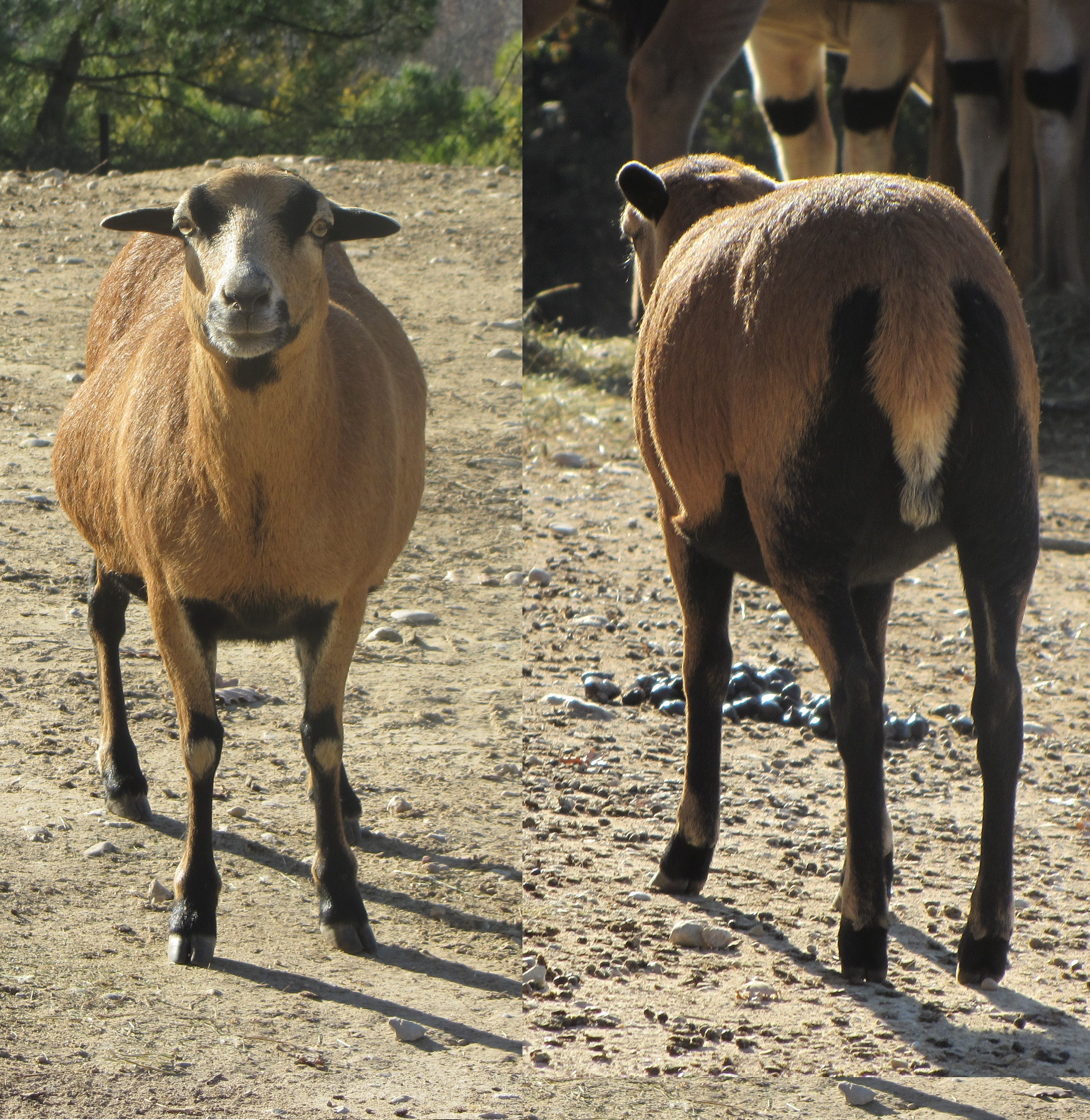
Pecora del Cameroon, al Parco Natura Viva, Bussolengo

La pecora del Camerun è una razza allevata per la lana, che produce ogni anno in primavera. Le femmine di questa razza possono partorire due agnelli all'anno. Il loro colore più comune è il marrone con pancia, testa e gambe nere.